# Hyracodon nebraskensis
Hyracodon nebraskensis (лат.) — вымерший вид из вымершего рода непарнокопытных гиракодоны вымершего семейства гиракодонтовых, родственного современным носорогам. Жили в олигоцене Северной Америки (33,9—30,8 миллионов лет назад).

## Описание

### Внешний вид
Это были звери лёгкого телосложения с длиной тела около 1,5 м. Строением зубов напоминали носорогов, но были намного мельче и мало чем отличались по внешнему виду от примитивных лошадей, своих современников. Имели короткую и широкую морду и длинные, тонкие конечности с тремя пальцами.

### Образ жизни и питание
Как и примитивные лошади, Hyracodon nebraskensis населяли открытые леса и лесистые степи и питались травами.